# Touhami Toujani
Pour les articles homonymes, voir Toujani.
Touhami Toujani est un footballeur marocain né à Kénitra au Maroc le 16 janvier 1992. Il évolue actuellement au club KAC de Kénitra.

## Carrière
- 2006 - 2007 : KAC de Kénitra  Maroc

## Palmarès
- Champion du Maroc de D2 : 2002
- Vice-champion du Maroc de D2 : 2007